# Lasiomma craspedodontum
Lasiomma craspedodontum är en tvåvingeart som först beskrevs av Hsue 1980.  Lasiomma craspedodontum ingår i släktet Lasiomma, och familjen blomsterflugor. Arten är reproducerande i Sverige.